# Questembert
Questembert é uma comuna francesa na região administrativa da Bretanha, no departamento Morbihan. Estende-se por uma área de 66,79 km². Em 2010 a comuna tinha 7 997 habitantes (densidade: 119,7 hab./km²).